# Huntsville (Utah)
Pour les articles homonymes, voir Huntsville.
Huntsville est une localité du comté de Weber dans l'État de l'Utah aux États-Unis.
Elle compte 573 habitants au recensement de 2020.

## Situation
Huntsville se trouve 24 km à l'est de la ville d'Ogden, dans le comté de Weber, dans la vallée de la rivière Ogden (en) juste en amont du Pineview Reservoir et au pied de la chaîne Wasatch.
Selon le Bureau du recensement des États-Unis, Huntsville s'étend sur environ 2 km2 dont 0,2 km2 d'étendues d'eau.

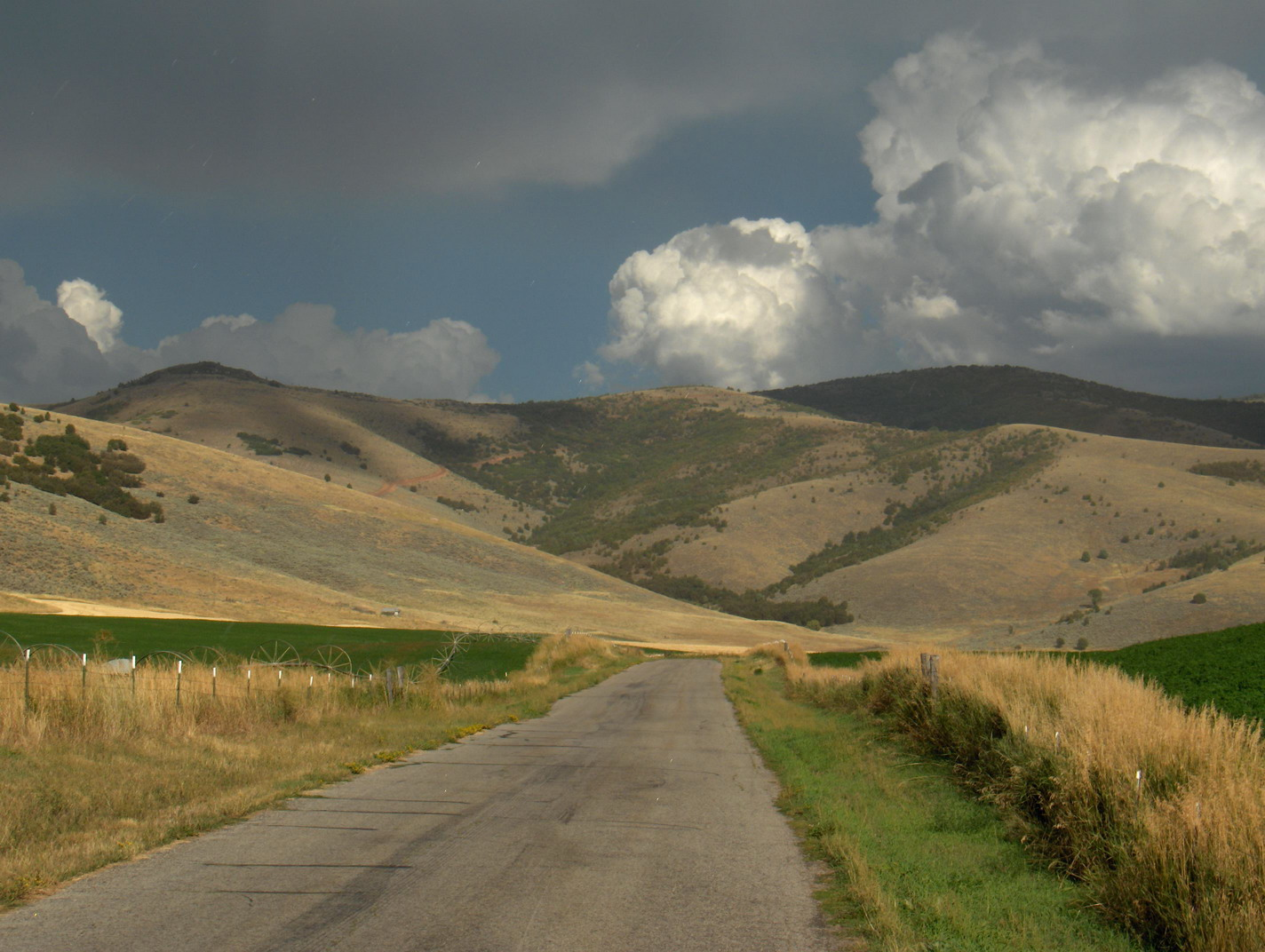
Route de l'abbaye.
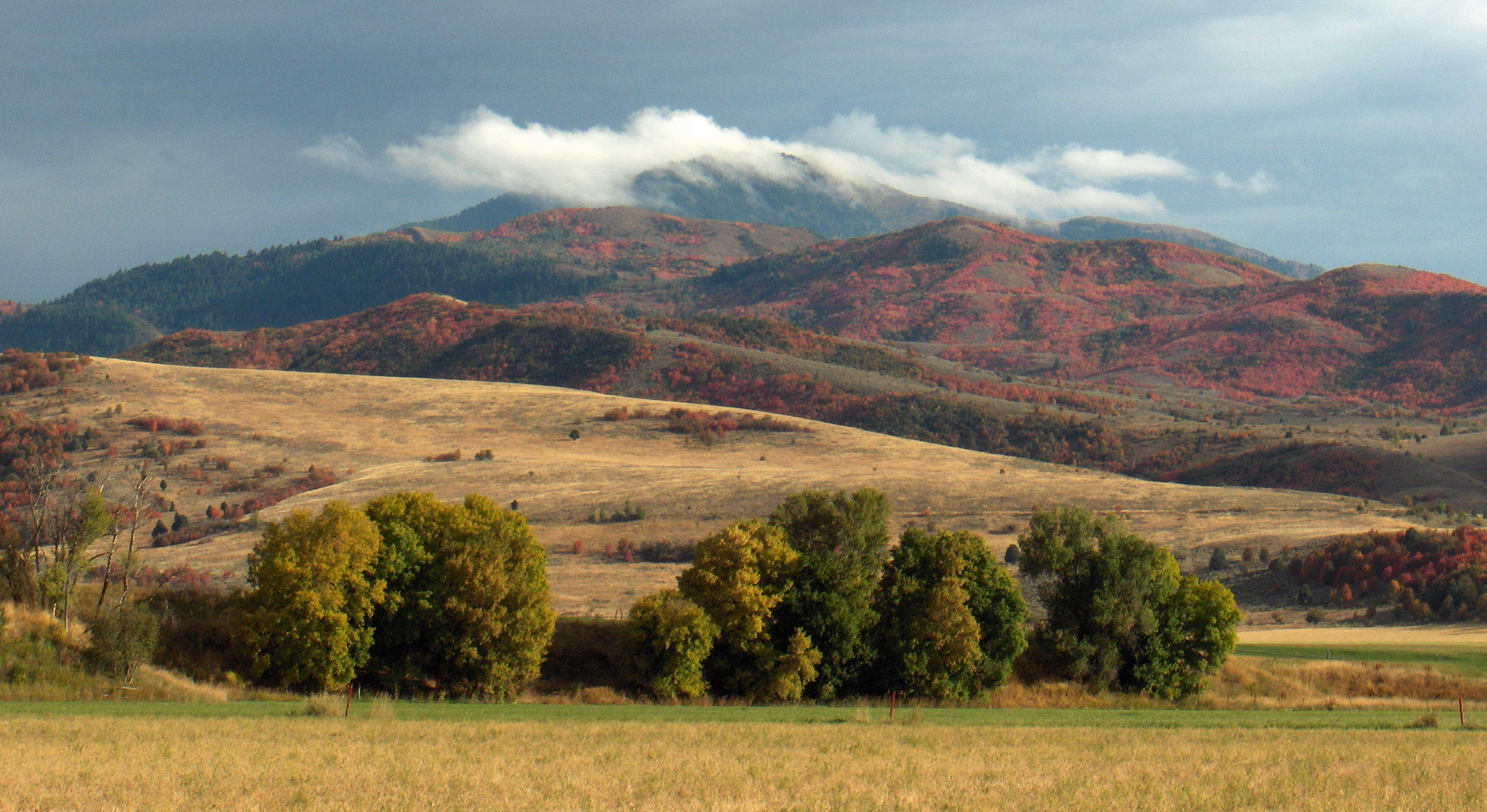
Paysage automnal.
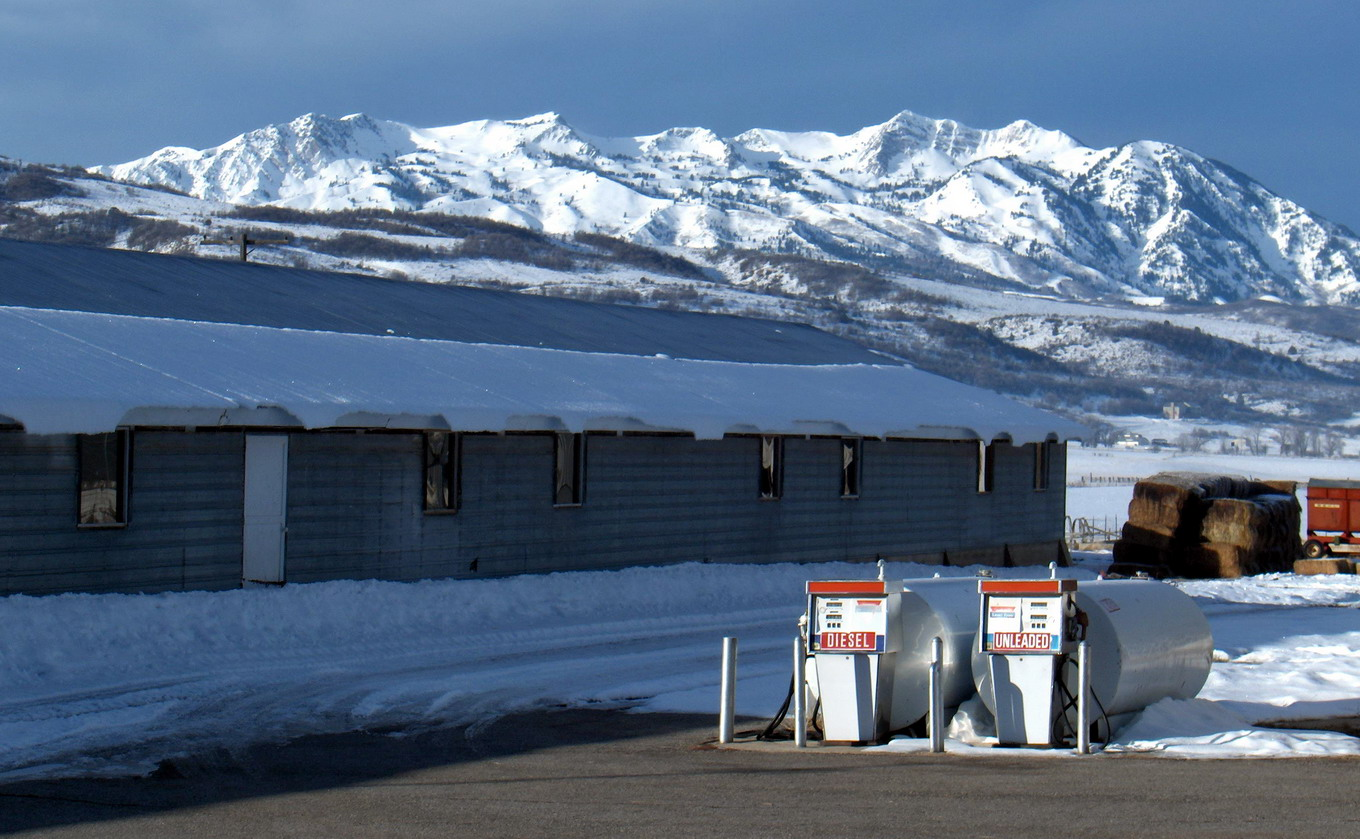
Snowbasin.

## Histoire
Hundsville doit son nom à Jefferson Hunt (en) qui s'y installe en 1860. La congrégation mormone d'Hundsville s'organise en 1877.
La localité abrite l'un des plus anciens bars à l'ouest du Mississippi, le Shooting Star Saloon, ouvert en 1879,.

## Population
La population de la municipalité passe par un maximum à la fin du XIXe siècle avec plus d'un millier d'habitants. Elle compte 649 habitants au recensement de 2000, la densité de population est alors de 374 personnes par km2 et la population est à 99 % blanche.
Au recensement de 2020, la population passe à 573 habitants.